# Bars and Melody
Bars and Melody (B.A.M.) sind ein britisches Pop-Duo bestehend aus dem Rapper Leondre "Bars" Devries und Sänger Charlie "Melody" Lenehan.

## Werdegang
Die beiden nahmen 2014 an der achten Staffel von Britain’s Got Talent teil. Nach dem Vorspielen ihres selbst geschriebenen Songs „Hopeful“ wurden sie vom Head Judge Simon Cowell durch Drücken des Golden Buzzers direkt ins Halbfinale geschickt und landeten am Ende auf dem dritten Platz. Die Single erreichte Platz 5 der britischen Charts.
Am 30. Juli 2014 veröffentlichten sie den ersten neuen Song Shining Star, ein Extra zur Akustikversion von Hopeful. Bars and Melody veröffentlichten ihr Debütstudioalbum 143 am 21. August 2015, es erreichte Platz vier in den britischen Charts. Ein Jahr später veröffentlichten sie das Album Teen Spirit. 2017 erschien das dritte Album Generation Z.
Sie gingen 2017 auf Tour durch Deutschland, Österreich, die Schweiz, Polen und Japan.

## Diskografie

### Studioalben
| Jahr | Titel        | Höchstplatzierung, Gesamtwochen, AuszeichnungChartplatzierungen (Jahr, Titel, Platzierungen, Wochen, Auszeichnungen, Anmerkungen) | Höchstplatzierung, Gesamtwochen, AuszeichnungChartplatzierungen (Jahr, Titel, Platzierungen, Wochen, Auszeichnungen, Anmerkungen) | Anmerkungen                             |
| Jahr | Titel        | DE | UK | Anmerkungen                             |
| ---- | ------------ | --- | --- | --------------------------------------- |
| 2015 | 143          | — | UK4 (1 Wo.)UK | Erstveröffentlichung: 21. August 2015   |
| 2017 | Generation Z | — | UK83 (1 Wo.)UK | Erstveröffentlichung: 1. September 2017 |
| 2020 | Sadboi       | DE75 (1 Wo.)DE | — | Erstveröffentlichung: 27. März 2020     |

### EPs
| Jahr | Titel       | Höchstplatzierung, Gesamtwochen, AuszeichnungChartsChartplatzierungen (Jahr, Titel, Platzierungen, Wochen, Auszeichnungen, Anmerkungen) | Anmerkungen                           |
| Jahr | Titel       | UK | Anmerkungen                           |
| ---- | ----------- | --- | ------------------------------------- |
| 2016 | Teen Spirit | UK49 (1 Wo.)UK | Erstveröffentlichung: 26. August 2016 |

Weitere EPs
- 2014: Hopeful

### Singles
| Jahr | Titel Album      | Höchstplatzierung, Gesamtwochen, AuszeichnungChartsChartplatzierungen (Jahr, Titel, Album, Platzierungen, Wochen, Auszeichnungen, Anmerkungen) | Anmerkungen                            |
| Jahr | Titel Album      | UK | Anmerkungen                            |
| ---- | ---------------- | --- | -------------------------------------- |
| 2014 | Hopeful 143      | UK5 (3 Wo.)UK | Erstveröffentlichung: 25. Juli 2014    |
| 2015 | Keep Smiling 143 | UK52 (1 Wo.)UK | Erstveröffentlichung: 16. Februar 2015 |
| 2015 | Stay Strong 143  | UK53 (1 Wo.)UK | Erstveröffentlichung: 5. April 2015    |

Weitere Singles
- 2017: I Won’t Let You Go
- 2019: Love to See Me Fail
- 2019: Waiting for the Sun
- 2019: Lighthouse
- 2019: Teenage Romance
- 2021: Commotion

### Gastbeiträge
- 2017: Christmas Fever (Carmen Geiss & Aneta Sablik feat. Bars and Melody & Johnny Orlando)
- 2018: Blue (Ketschub Boiz Remix) (Alex Christensen & The Berlin Orchestra feat. Bars and Melody)